# Niemiecki cmentarz wojenny i Park Pokoju w Nadolicach Wielkich

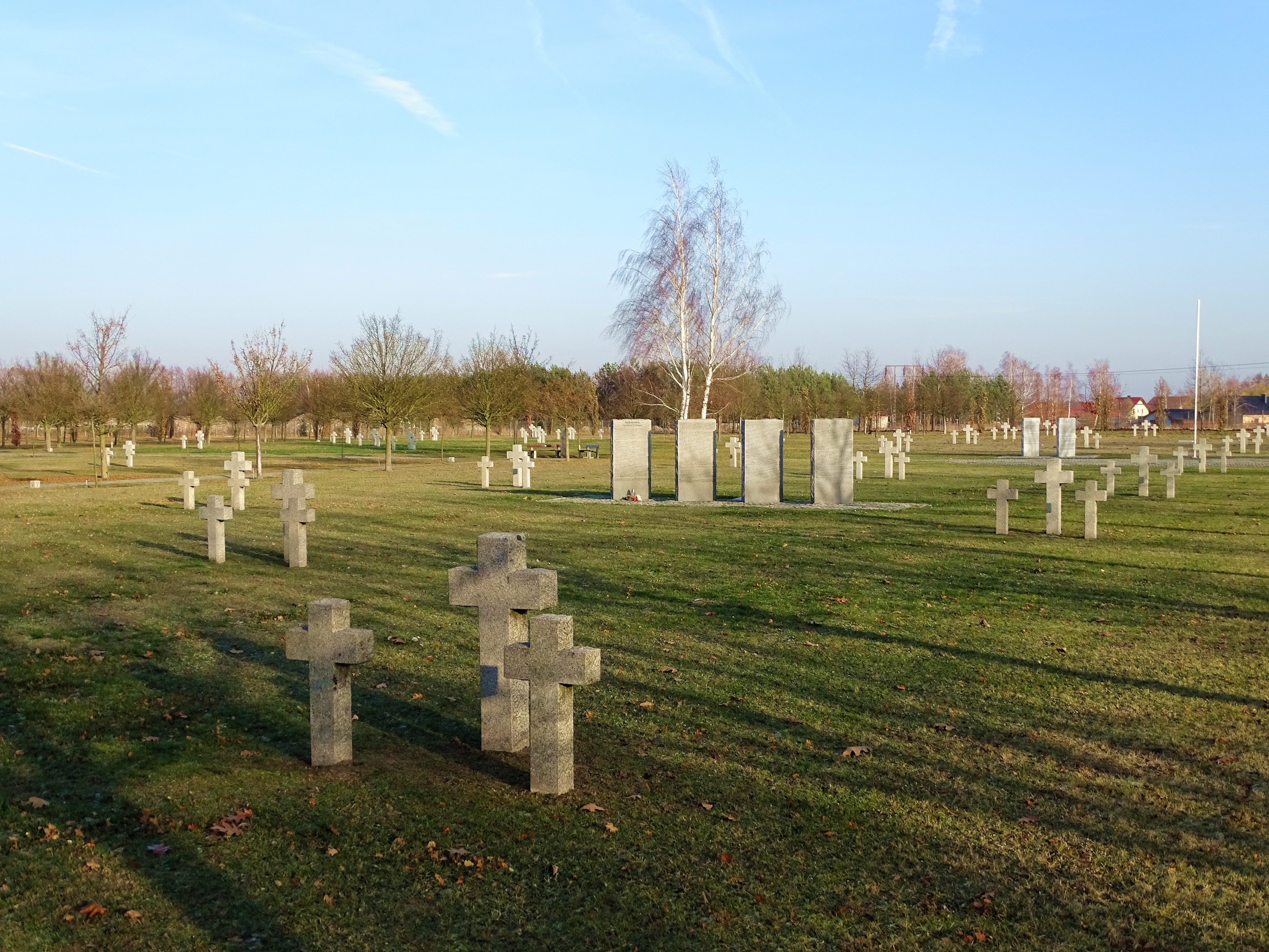
Jedno z pól grzebalnych cmentarza

Niemiecki cmentarz wojenny i Park Pokoju – nekropolia żołnierzy niemieckich oficjalnie otwarta 5 października 2002 r. w Nadolicach Wielkich celem wtórnego pochówku żołnierzy niemieckich czasów II wojny światowej ekshumowanych z terenów województw dolnośląskiego, opolskiego i lubuskiego.
Na terenie Dolnego Śląska i Opolszczyzny toczyły się intensywne walki z armią radziecką w pierwszych miesiącach 1945 r., a w niektórych miejscach, np. we Wrocławiu aż do początków maja 1945. Ranni i wzięci do niewoli żołnierze umierali też w miejscowych obozach i szpitalach w ciągu następnych paru miesięcy, przed wywiezieniem jeńców do łagrów w ZSRR. Efektem tego było powstanie w całym tym rejonie licznych pochówków niemieckich uczestników walk, zarówno na oficjalnych cmentarzach, jak i w miejscach tymczasowych. Szczególnie liczne pochówki (około 13 800) były we Wrocławiu, w związku z bardzo długimi i krwawymi walkami w trakcie oblężenia Wrocławia. Ponadto na Śląsku od IX 1939 r. chowano niektórych niemieckich żołnierzy, głównie pochodzących z tego regionu, a poległych lub zmarłych na wszystkich frontach wojny od Kampanii wrześniowej oraz rannych przewiezionych do miejscowych szpitali i tu zmarłych. Co najmniej od jesieni 1944 r. chowano także ofiary miejscowych bombardowań lotnictwa sowieckiego. W sumie na samym Dolnym Śląsku pochowano około 20 tys. żołnierzy niemieckich czasów II wojny światowej. Po wojnie we Wrocławiu dokonano ekshumacji i przeniesienia zwłok z niektórych z dotychczasowych mogił, na obszarze reszty Dolnego i Opolskiego Śląska grobów zwykle nie przenoszono i ulegały one zaniedbaniu. Dlatego w latach 90. XX w. postanowiono przenieść zwłoki żołnierzy niemieckich ze wszystkich znanych mogił z obecnych województw dolnośląskiego, opolskiego oraz lubuskiego i pochować je w jednej nekropolii. Tam też mają być chowani kolejni żołnierze III Rzeszy znajdywani sukcesywnie w trakcie różnych prac ziemnych w obu regionach. Na ten cel przeznaczono teren we wsi Nadolice Wielkie.
Nekropolia żołnierska w Nadolicach Wlk. powstała w miejscu wcześniej nieużytkowanym na potrzeby grzebalne, początkowo na obszarze 1,75 ha. Chować żołnierzy niemieckich na obecnym cmentarzu zaczęto w drugiej połowie roku 1998, a uroczystego otwarcia obiektu, nazwanego wówczas Parkiem Pokoju dokonano 9 X 1998 r. w obecności m.in. najwyższych władz Volksbund Deutsche Kriegsgräberfürsorge, ówczesnego wojewody województwa wrocławskiego Witolda Krochmala. Rozpoczęto wówczas nasadzanie drzew Parku Pokoju, kontynuowane w następnych latach. 5 X 2002 zmieniono nazwę obiektu na Cmentarz wojenny żołnierzy niemieckich z lat 1939 – 1945 i Park Pokoju, czemu towarzyszyła kolejna uroczystość z udziałem konsula Niemiec, władz Volksbund Deutsche Kriegsgräberfürsorge i wojewody dolnośląskiego Ryszarda Nawrata, a obiekt poświęcił kardynał Henryk Gulbinowicz. Prace związane z przeniesieniem zwłok i z urządzeniem nekropolii pokryto z funduszy niemieckich, a ich organizacją i urządzeniem kompleksu cmentarnego zajmowała się Fundacja Pamięć.
Cmentarz ma powierzchnię 3 ha obsadzonych przeszło 600 drzewami tworzącymi Park Pokoju. Do końca 1998 r. spoczęło tu 6310 zmarłych, w X 2002 było tu pochowanych 12 000 zmarłych, zaś w X 2016 r. liczba ta zwiększyła się do 17 tys. Zdecydowana większość zmarłych pochodzi z obszaru Wrocławia (do 2001 było to 10 800 osób). Leżą tu w grobach zbiorowych żołnierze Wehrmachtu, esesmani, członkowie Volkssturmu, a także około 300 osób cywilnych poległych podczas walk na Śląsku. Ponadto są tu też nieliczne zwłoki żołnierzy zmarłych w okresie międzywojennym, przeniesione z cmentarza garnizonowego we Wrocławiu.
Po nagłośnionym w mediach otwarciu w 2002 r. cmentarza nadolickiego pojawiły się w prasie artykuły krytykujące uroczysty charakter ceremonii otwarcia, jak i to, że wg dziennikarzy leżą tu zbrodniarze wojenni, w tym strażnicy z obozów koncentracyjnych, w tym z Auschwitz-Birkenau, funkcjonariusze Gestapo, m.in. pracujący wcześniej w Polsce i liczni esesmani, w tym z jednostek o szczególnie złej sławie wśród polskich ofiar zbrodni hitlerowskich: złożonej z kryminalistów 36 Dywizji Grenadierów SS Dirlewanger i oddziałów ukraińskiej dywizji SS. Dziennikarz Polityki, Guzicki podał, iż na cmentarzu pochowano wśród innych esesmanów: Maxa Skrzipuletza, który kierował marszem śmierci więźniów Arbeitslager Fünfteichen – filii obozu koncentracyjnego Gross Rosen w niedaleko leżących od Nadolic Miłoszycach oraz Karla Stoppela, komendanta obozu miłoszyckiego. W rzeczywistości komendant tego obozu nazywał się Otto Richard Stoppel i umarł w roku 1964 w Bawarii, nie mógł więc być ekshumowany na terenie Śląska i wtórnie pochowany w Nadolicach. Tym niemniej ówczesny sekretarz generalny Rady Ochrony Pamięci Walk i Męczeństwa Andrzej Przewoźnik potwierdził w 2004 r. informacje prasowe, że w Nadolicach spoczywają esesmani